# Mireille Enos
Mireille Enos (Kansas City, 22 settembre 1975) è un'attrice statunitense.

## Biografia
Nata a Kansas City e trasferitasi a Houston all'età di 5 anni, ha studiato presso la Brigham Young University, una delle più grandi università private degli Stati Uniti, e la più grande appartenente ad una comunità religiosa, la Chiesa mormone, di cui Mireille Enos fa parte. Nel 2005, per aver interpretato Honey nel dramma teatrale Chi ha paura di Virginia Woolf? (Who's afraid of Virginia Woolf?), ha ricevuto una candidatura come migliore attrice non protagonista in uno spettacolo ai Tony Awards.
Dopo diverse apparizioni televisive minori, dal 2007 ha interpretato le sorelle Kathy e Jodeen Marquart nella serie televisiva della HBO Big Love, mentre dal 2011 al 2014 ha interpretato la protagonista Sarah Linden nella serie TV The Killing. Nel 2012 è co-protagonista nel film Gangster Squad. Nel biennio 2016-2017 interpreta Alice Vaughan nella serie The Catch, mentre nel 2019 è Marissa Wiegler in Hanna, serie televisiva di Amazon che la vede recitare accanto a Joel Kinnaman, già suo copratogonista in The Killing.

## Vita privata
Sposata con l'attore Alan Ruck dal 4 gennaio 2008, il 23 settembre 2010 ha avuto la sua prima figlia, seguita il 23 luglio 2014 dal secondogenito.

## Filmografia

### Cinema
- Qualcuno come te (Someone Like You), regia di Tony Goldwyn (2001)
- Gangster Squad, regia di Ruben Fleischer (2013)
- World War Z, regia di Marc Forster (2013)
- Devil's Knot - Fino a prova contraria (Devil's Knot), regia di Atom Egoyan (2013)
- Sabotage, regia di David Ayer (2014)
- The Captive - Scomparsa (The Captive), regia di Atom Egoyan (2014)
- Resta anche domani (If I Stay), regia di R.J. Cutler (2014)
- Behold My Heart, regia di Joshua Leonard (2016)
- Katie Says Goodbye, regia di Wayne Roberts (2016)
- Never Here, regia di Camille Thoman (2017)
- Don't Worry, regia di Gus Van Sant (2018)
- Behold My Heart, regia di Joshua Leonard (2018)
- The Lie - La bugia (The Lie), regia di Veena Sud (2018)
- Miranda's Victim, regia di Michelle Danner (2023)

### Televisione
- I dannati di Meadowbrook (Without Consent), regia di Robert Iscove – film TV (1994)
- Il volto della morte (Face of Evil), regia di Mary Lambert – film TV (1996)
- Sex and the City – serie TV, episodio 2x15 (1999)
- The Education of Max Bickford – serie TV, episodi 1x04-1x07 (2001)
- Squadra Med - Il coraggio delle donne (Strong Medicine) – serie TV, episodio 4x09 (2003)
- Rescue Me – serie TV, episodio 1x11 (2004)
- Senza traccia (Without a Trace) – serie TV, episodio 5x03 (2006)
- Standoff – serie TV, episodio 1x07 (2006)
- Shark - Giustizia a tutti i costi (Shark) – serie TV, episodio 1x09 (2006)
- Crossing Jordan – serie TV, episodio 6x04 (2007)
- Big Love – serie TV, 25 episodi (2007-2010)
- Numb3rs – serie TV, episodio 4x15 (2008)
- CSI: Miami – serie TV, episodio 6x20 (2008)
- Medium – serie TV, episodio 4x16 (2008)
- Lie to Me – serie TV, episodio 1x10 (2009)
- Law & Order: Criminal Intent – serie TV, episodio 8x03 (2009)
- The American Experience – serie TV, episodio 22x04 (2010)
- The Killing – serie TV, 44 episodi (2011-2014)
- The Catch – serie TV, 21 episodi (2016-2017)
- Philip K. Dick's Electric Dreams – serie TV, episodio 1x10 (2018)
- My Dinner with Hervé, regia di Sacha Gervasi – film TV (2018)
- Hanna – serie TV, 22 episodi (2019-2021)
- Good Omens – miniserie TV, 3 puntate (2019)
- Lucky Hank – serie TV, 8 episodi (2023)

### Cortometraggi
- Mireille's Audition, regia di Matt Herron (1998)
- Chasing Leonard, regia di Eric Dyson (2005)
- Falling Objects, regia di Camille Thoman (2006)
- Wild Horses, regia di Stephanie Martin (2013)

## Teatro
- The Invention of Love, di Tom Stoppard, regia di Jack O'Brien. Lyceum Theatre di New York (2005)
- Who's Afraid of Virginia Woolf?, di Edward Albee, regia di Anthony Page. Longacre Theatre di New York (2005)
- Absurd Person Singular, di Alan Ayckbourn, regia di John Tillinger. Biltmore Theatre di New York (2005)

## Doppiatrici italiane
Nelle versioni in italiano delle opere in cui ha recitato, Mireille Enos è stata doppiata da:
- Monica Ward in Devil's Knot - Fino a prova contraria, World War Z, Philip K. Dick’s Electric Dreams
- Francesca Fiorentini in Gangster Squad, Resta anche domani
- Chiara Colizzi in The Killing, My Dinner with Hervé
- Giuppy Izzo in The Catch, Hanna
- Antonella Rinaldi in CSI: Miami
- Anna Lana in Law & Order: Criminal Intent
- Elena Canone in The Captive - Scomparsa
- Daniela Calò in Sabotage
- Stefania De Peppe in The Lie - La bugia
- Sabrina Duranti in Good Omens